# Wij zijn de Smurfen!
Wij zijn de Smurfen! is een cd van de Smurfen. De cd werd uitgebracht op 12 maart 2008 via EMI. Op 29 oktober van dat jaar werd een tweede smurfen-cd uitgebracht, getiteld Wij gaan naar Smurfenland.
De nummers op beide albums zijn covers van nummers van andere artiesten, waarbij de teksten zijn vervangen door andere, smurf-gerelateerde teksten. 

## Tracklist
Hieronder een overzicht van de nummers op het album. Tussen haakjes de titel van het oorspronkelijke nummer.
1. Wij zijn de smurfen (Don't stop the music)
2. Daar gaat ie weer (Relax)
3. Roekie, roekie, roekie (Ruby)
4. Jij bent zo (Jij bent zo)
5. Smurfin (Apologize)
6. Hens aan dek (Maak me gek)
7. Er valt van alles te beleven (Dan volg je haar benen)
8. Oh wat ben ik vrolijk (Wonderwoman)
9. Tu-de-dup (Chelsea Dagger)
10. Blauw (Rood)
11. Raad eens wat ik hier heb (Rehab)
12. Yeah smurfenland (My friends and me)
13. Wij gaan smurfen (Do you smurf me)
14. Spring op en neer (Smurfery perfect)
15. Oh Smurfin (Oh smurfette)
16. We smurfen niet naar huis (We gaan nog niet naar huis)